# Guanxi (köpinghuvudort i Kina, Jiangxi Sheng, lat 24,84, long 114,94)
Guanxi är en köpinghuvudort i Kina. Den ligger i provinsen Jiangxi, i den sydöstra delen av landet, omkring 440 kilometer söder om provinshuvudstaden Nanchang. Antalet invånare är 5 193. Befolkningen består av 2 567 kvinnor och 2 626 män. Barn under 15 år utgör 19,0 %, vuxna 15-64 år 70 %, och äldre över 65 år 9,0 %.
Runt Guanxi är det ganska tätbefolkat, med 139 invånare per kvadratkilometer. Närmaste större samhälle är Lishi, 10,0 km öster om Guanxi. I omgivningarna runt Guanxi växer huvudsakligen savannskog.
Genomsnittlig årsnederbörd är 2 068 millimeter. Den regnigaste månaden är maj, med i genomsnitt 388 mm nederbörd, och den torraste är oktober, med 15 mm nederbörd.